# آدریان فاویانا
آدریان فاویانا (انگلیسی: Adrien Faviana؛ زادهٔ ۲۱ ژوئیهٔ ۱۹۸۶) بازیکن فوتبال اهل فرانسه است.
از باشگاه‌هایی که در آن بازی کرده‌است می‌توان به باشگاه فوتبال نیس اشاره کرد.